# Elsted Sogn
 "Elsted" omdirigeres hertil. For stednavnet i Thy, se Snedsted Sogn.
Elsted Sogn er et sogn i Århus Nordre Provsti (Århus Stift).
I 1800-tallet var Elev Sogn anneks til Elsted Sogn. Begge sogne hørte til Vester Lisbjerg Herred i Aarhus Amt. Trods annekteringen var de to selvstændige sognekommuner. Både Elsted og Elev blev ved kommunalreformen i 1970 indlemmet i Aarhus Kommune.
Da Lystrup Kirke blev indviet i 1989, blev Lystrup Sogn udskilt af Elsted Sogn.
I Elsted Sogn ligger Elsted Kirke.
I sognet findes følgende autoriserede stednavne:
- Asmusgård (landbrugsejendom)
- Elsted (bebyggelse, ejerlav)
- Grædebjerg (areal)
- Hovmarken (station)

Politikeren Henriette Kjær er født i Elsted.